# Sebastes levis
Sebastes levis är en fiskart som först beskrevs av Carl H. Eigenmann och Rosa Smith Eigenmann, 1889.  Sebastes levis ingår i släktet Sebastes och familjen kungsfiskar. Inga underarter finns listade i Catalogue of Life.